# 딘센허스
딘센허스(고대 아일랜드어: Dindsenchas, 아일랜드어: Dinnsheanchas)라는 아일랜드어는 해석하자면 "딘드(고대 아일랜드어: dind, 아일랜드어: dinn)"가 "명승", "센허스(아일랜드어: senchas, 아일랜드어: seanchas 샤너허스[ˈʃanəxəsˠ])"가 "옛날 이야기, 고대사, 전통"이라는 뜻이로서, 합치면 "장소들의 이야기(lore of places)"라는 뜻이다. 현대 아일랜드어 발음 딘산너허스(아일랜드어: Dinnseanchas)는 지지학이라는 뜻을 가지고 있다. 즉 "장소들의 이야기" 딘센허스는 초기 아일랜드어 문학의 고유명사학 문헌으로서, 아일랜드 섬 곳곳의 지명의 기원과 그 지역에 얽힌 이야기들을 기록한 것이다. 많은 지명전설들이 종종 신화와 연결되기 때문에, 딘센허스는 아일랜드 신화의 주요 문헌이기도 하다.
딘센허스 말뭉치는 운문 176수와 산문 논설 몇 개, 그리고 별도의 산문 이야기 몇 개로 이루어져 있다. 이것을 보통 "운문 딘센허스", "산문 딘센허스"라고 구분하기도 한다. 현재 딘센허스는 두 개 판본이 전해지고 있다. 첫 번째 판본은 12세기 필사본 라긴의 서에 보존되어 있고, 그 외 기타 필사본들에 부분적으로 남아 있다. 두 번째 판본은 13개 필사본들로 남아 있으며, 그 필사본들은 대부분 14세기에서 15세기의 물건들이다. 이 판본은 라긴의 서를 보고 따라한 듯 많은 운문 딘센허스가 그대로 실려 있다. 사가 문학의 형태로 산문화된 딘센허스로는 쿠얼릉거 소몰이, 옛 것들의 대화편 등이 있다.
현재 딘센허스들은 이런 문헌 자료상에 보존되어 있지만, 딘센허스 자체는 구비문학으로 처음 전승되었고, 지명을 외우기 위한 기억술이며 동시에 오락의 목적도 있었을 것이다. 딘센허스 내용은 지명의 실제 어원과는 상당히 다르다. 대부분의 지명이 고대로부터 유래한 것이고, 딘센허스들이 노래된 중세 아일랜드어보다 훨씬 오래된 것일 터이기에 그럴 수밖에 없다. 그 이외의 딘센허스들은 그전까지 이름이 없던 장소에 새 지명을 지어 붙인 것이다. 아일랜드에 기독교가 전해지고 기원후 5세기까지 사용례가 계속 감소해 오던 기존 지명들이, 5세기부터 아일랜드어로 문헌 기록이 시작되면서 다시 나타나기 시작하는데, 이것은 그 지명들이 기독교가 전래되기 전부터 존재한 고대의 어원을 가지고 있음을 증거한다.
고대 아일랜드의 지배계급에게 있어 지명의 역사를 아는 것(그것이 진짜 어원이든 카더라 어원이든)은 중요한 교육으로 여겨졌다. 전쟁을 하기 위해서는 지형을 아는 것이 중요하므로 이것은 군사훈련으로서도 필수적이었을 것이다. 또한 전사 뿐 아니라 음유시인들의 경우, 지명에 관한 질문을 받으면 그 대답을 노래로서 암송하는 것이 업이었다. 그런 고로 딘센허스는 교육자료의 목적으로서 그 문헌이 자연히 형성되었다.
에드워드 그윈이 갈색소의 서, 라긴의 서, 레네스 필사본, 발러 언 모터의 서, 라칸의 서, 라칸의 황색서 등의 문헌들에 수록된 운문 딘센허스를 번역하여 The Metrical Dindshenchas(1903년-1906년)라는 4책짜리 단행본으로 출판했다. 딘센허스에 관한 개론적 설명과 색인을 담은 제5책이 1935년에 출간되었다.